# Mohamed Kacimi
Mohamed Kacimi-El-Hassani, född 1955 i El Hamel i provinsen M'Sila i norra Algeriet, är en algerisk-fransk dramatiker och romanförfattare.

## Biografi
Efter att ha studerat fransk litteratur i Alger flyttade Mohamed Kacimi 1982 till Paris. Han debuterade som romanförfattare 1987 med Le Mouchoir (Näsduken) som efter att ha refuserats av 14 förlag hyllades i Le Monde där Kacimi utmålades som arvtagare till Franz Kafka och Georges Courteline. Han har också verkat som översättare från arabiska och korrespondent under Kuwaitkriget 1990 och inbördeskriget i Jemen 1994. Hans debutpjäs Le vin, le vent, la vie, joute poétique 1997 regisserades av Ariane Mnouchkine för Avignonfestivalen. Därefter har hans pjäser haft urpremiär hos såväl Comédie-Française som Théâtre du Soleil och Piccolo Teatro i Milano. 2005 var han, tillsammans med andra författare som Alain Decaux och Jean-Pierre Thiollet, en av Beirut Bokmässans gäster i Beirut International Exhibition & Leisure Center, vanligtvis BIEL .
Hans internationella genombrott kom med pjäsen Terre sant (Heligt land) från 2006 om Israel–Palestina-konflikten. Förutom i Paris har den spelats i Kaiserslautern, Jerusalem, Milano, Rio de Janeiro, Prag, Wien och New York. Det är den enda pjäs av honom som spelats i Sverige. 2008 uppfördes den av Teater Brigaden hos Stockholms stadsteater Skärholmen i översättning av Marianne Silkeberg och Annika Silkeberg som också regisserade.